# パラ☆ラボ
『パラ☆ラボ』は、作画・秋月カイネ、原案協力・イノウエハジメによる日本の漫画作品。アニメイトTVで配信されたインターネットラジオパラ☆ラボ放送局についても記述。漫画版はラジオとのコラボレーションとして企画になった物。

## あらすじ
学園長たる神楽坂・A・金之助の決定で、生徒と教師の内から七楽成学園の生徒会の役員5名を月に一度選挙で決めることになった。会長になったものには庭付き一戸建ての生徒会室の利用権と、「会長命令」という絶対服従の権限が与えられる。すでに立候補していた5名に加えて、宅配便でどこからかやってきた立浪伊吹も立候補。突飛な行動をするものの、生徒の自由や望みが叶う場所を作りたいという伊吹。七楽成学園を秩序を壊させないと称し統治したい五ヶ瀬皇貴は、伊吹を目の敵にして追放したいと考えていて、何かと実行しようとしている。

## 登場人物

### 生徒
立浪伊吹 (たつなみ いぶき) (声：浪川大輔)
残念（アホ）な主人公。C・H・Oから学園長宛に宅配便で送られてきたが、経歴は不明。序盤に元総理大臣の誘拐された孫であることが判明する。学園長からは内偵（スパイ）ではないかと疑われているが、泳がされている。
櫟 虎央 (くぬぎ とらお) (声：鈴木達央)
貧乏ヤンキー。兄弟が多く、その給食費を自身のアルバイト代から負担している。喧嘩に強い。
櫻羽　琉 (さくらば りゅう) (声：櫻井孝宏)
クールビューティー。父親が昔、総理一家のSPだったが、孫の誘拐によってリストラされた。櫻羽自身も、その手がかりを追っている。
雲出 紘音 (くもず ひろね) (声：下野紘)
紘音を支持する生徒たちから神として崇めたてられている。電波な発言をするが、意外と抜け目がない。
木南 (こみなみ) (声：楠大典)

### 教師
神楽坂・A・金之助 (かぐらざか・えー・きんのすけ) (声：小野坂昌也)
学園長。暴言を吐いたり悪態をついたりすることが多いが、「何故か」女子生徒に愛されている。何やら“優秀な存在”を集めようと月１度の生徒会選挙を始めた。
五ヶ瀬 皇貴 (ごかせ こうき) (声：安元洋貴)
英語教師。とにかく「ドS」。財界でも有名な五ヶ瀬グループの次期社長。七楽成に巨大学園都市を建設しようとしている。
遊菱 みやこ (ゆびし みやこ) (声：遊佐浩二)
世界史教師。バンドのドラマー。
西表 猫之進 (いりおもて ねこのしん) (声：小西克幸)
科学教師。

### その他
金 竹利 (かね たけとし) (声：竹本英史)
消費者金融業者。　　

## 単行本
- 秋月カイネ・イノウエハジメ 『パラ☆ラボ』 角川書店〈あすかコミックスDX〉、全1巻
  1. 2010年8月26日発行、ISBN 4-04-854522-1

## パラ☆ラボ放送局
『パラ☆ラボ』と連動企画満載で送るリスナー参加型ラジオ番組。パーソナリティーは、神楽坂・A・金之助役の小野坂昌也と、五ヶ瀬 皇貴役の安元洋貴。

### コーナー
R（仮）/2学期になってからは「月刊ASUKA編集部出張所」、「ジャケット衣装案」が追加された。
投書箱
リスナーのお便りを紹介するコーナー。番組の感想や質問がメインだが、稀に性の悩みに関する相談が投書されることがある。
対決コーナー
パーソナリティの2人がゲームやクイズなどに挑戦するコーナー。場合によっては罰ゲームが待っている。
月刊ASUKA編集部出張所
月刊ASUKA編集部副部長、若林天馬（別称:てんまたん）による月刊ASUKA作品を紹介するコーナー。第17回では都合により若林は出演していない。
ジャケット衣装案
小野坂、安元にDJCD-ROMに来て欲しい衣装、やってほしいシチュエーションを募集するコーナー。

### ゲスト
- 第3時限目　鈴木達央(檪虎央役)
- 第6時限目 楠大典(木南役)
- 第7時限目 若林天馬（当時はゲスト扱い）
- 第9時限目(公開録音) 小西克幸 (西表猫之進役)
- リターンズ(仮)第4時限目 竹本英史(金融業者の男・金竹利役)
- リターンズ(仮)第5時限目 ゲッターズ飯田
- 二学期第9時限(公開録音) 遊佐浩二(遊菱みやこ役)
- 二学期第19時限(公開録音) 下野紘(雲出紘音役)

## CD
- DJCD パラ☆ラボ放送局 第1巻 (2010/07/22)
- パラ☆ラボ放送局 DJCD-ROM 過去配信分 第1巻 (2010/09/08)
- パラ☆ラボ放送局 ドラマ＆DJCD 第1巻 (2011/06/22)
- DJCD「パラ☆ラボ放送局」第2巻 (2011/10/26)
- DJCD「パラ☆ラボ放送局」放課後編 過去配信分 恋愛相談保健室 第1巻 (2012/01/22)
- パラ☆ラボ放送局 DJCD-ROM 過去配信分 第2巻 (2012/05/23)
- DJCD パラ☆ラボ放送局 第3巻 (2012/07/25)
- パラ☆ラボ放送局 DJCD-ROM 過去配信分 第3巻 (2012/11/21)
- DJCD「パラ☆ラボ放送局」 第4巻 (2013/08/28)
- パラ☆ラボ放送局 DJCD-ROM 過去配信分 第4巻 (2013/11/27)
- DJCD 「パラ☆ラボ放送局」 第5巻 (2014/10/29)
- DJCD-ROM「パラ☆ラボ放送局 アーカイブス」 (2015/01/28)